# Diabli Młyny pod Girową

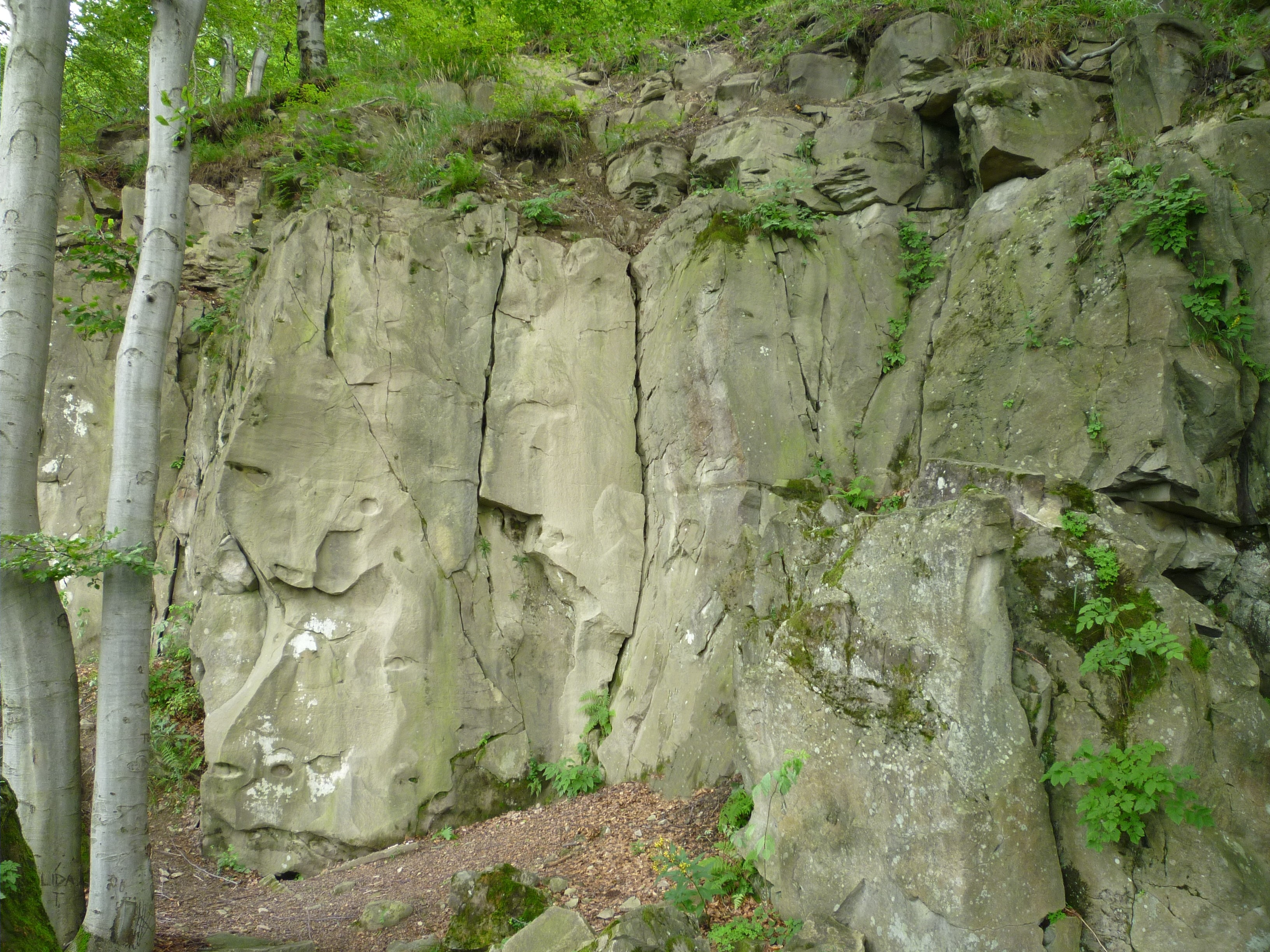
Diabli Młyny pod Girową

Diabli Młyny pod Girową - formacja skalna, znajdująca się niedaleko szczytu Girowa. Skały z jaskiniami są tworzone z piaskowca.

## Geografia

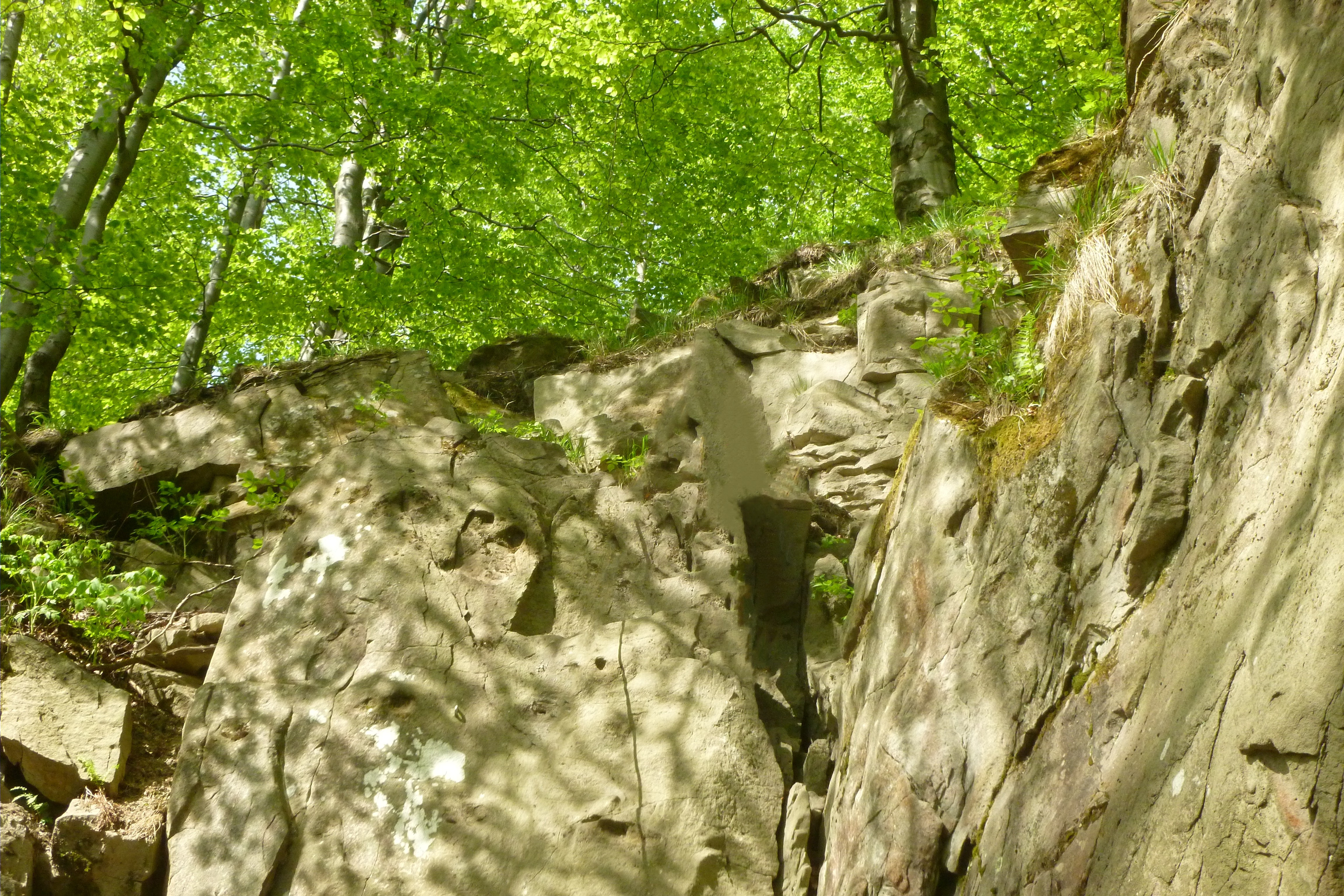
Fotografia z sierpnia 2018

Miejsce to znajduje się na zboczu Girowej (840m), ok. 150 m pod szczytem i ok. 150 m nad szlakiem do schroniska. Girowa to szczyt w Beskidzie Śląskim na terenie Czech, niedaleko Przełęczy Jabłonkowskiej. Najdłuższa jaskinia ma ok. 46 m. Formacje skalne nie są zbyt wysokie, dzięki wyznaczonym trasom służą do wspinaczki. Wysokość ok. 9 m. Wspinacz musi przynieść ze sobą odpowiedni sprzęt wspinaczkowy. Skala trudności  od III do VI (UIAA).

## Legenda
Według legendy szałas bacy, który pasał owce na Girowej, odwiedził nieznajomy przybysz. Owczarz zdziwił się, ponieważ niewielu ludzi chodziło w te strony. Ujrzawszy przybysza, poznał, że to Lucyfer. Diabeł przyszedł do bacy z prośbą o wybudowanie młyna na Girowej. Mężczyzna początkowo nie chciał się zgodzić, ale po pokusach diabeł przekonał owczarza do pozwolenia. Baca postawił jednak trzy warunki. Młyn musiał być wodny, nie wietrzny. Powinien być zbudowany za jedną noc, od pojawienia się pierwszej gwiazdki na niebie do zapiania pierwszego koguta. Diabeł musiał pracować sam. Czart zgodził się na te warunki. Za pozwolenie baca chciał worek złotych pieniędzy. Jeszcze tego wieczoru owczarz poszedł do pobliskiej wsi i przyniósł tajemniczy worek, który ukrył w chacie. Kiedy pojawiła się pierwsza gwiazdka, pojawił się również diabeł. Był bardzo pewny siebie, ponieważ wcześniej zadusił wszystkie koguty we wsi. Diabeł zabrał się do pracy i ujawnił, że młyn będzie służył do mielenia ludzi. Podczas kopania  podziemnego kanału, którym miała płynąć woda do młyna, trzęsła się ziemia w całej okolicy. Po jakimś czasie niebo zaczęło  jaśnieć. Diabeł skoczył na Stożek po kamień młyński.  Baca, który całą noc nie spał, czekał już na niego z tajemniczym workiem pod pachą. W momencie, kiedy diabeł spojrzał na owczarza, baca wytrząsnął z worka żywego koguta. Ten niemal zaraz zapiał do już różowego nieba. W tej chwili  rozległ się głośny huk. Diabeł całą swą siłą rzucił kamieniem w niedokończony młyn. Ziemia w tym miejscu zapadła się. Baca zszedł do pobliskiej wioski i sprawiedliwe podzielił się pieniędzmi, które dał mu diabeł. Skały pod Girową zaś nazwano Diablimi Młynami.